# Alex Marè
 (octobre 2022).
Le contenu est difficilement compréhensible vu les erreurs de traduction, qui sont peut-être dues à l'utilisation d'un logiciel de traduction automatique.
Alex Marè (né le 3 mars 1995 ) à Fermo, dans la province de Fermo, dans la région de Marches) est un photographe italien.

## Biographie
Il est fils de l’écrivain et acteur Savino Marè, Alex Marè est né le 3 mars 1995 à Fermo. Après des études de photographie en 2014, il a développé la photographie en noir et blanc, commençant à travailler à Milan. Après avoir participé à la Fashion Week de Milan, il revient dans les Marches et travaille simultanément comme photographe indépendant à Fermo et dans la police locale.
En 2015, il commence son expérience de photographe travaillant dans l’industrie de la mode. Ses clichés apparaissent dans de nombreux journaux et magazines nationaux italiens, puis à l’étranger avec LaPresse. Ses photos sont publiées au niveau européen et international. 
En juillet 2021, il inaugure sa première exposition bimestrielle L’Assunta à la cathédrale de Fermo, et la même année, il publie son premier livre « Ritratto Fotografico », dont le sujet traite la période de la pandémie de COVID-19.
Depuis sa publication, le livre devient best-seller de la photographie,. Le président de la République italienne Sergio Mattarella, le pape François et les reines Elizabeth II ont reçu le livre. Le 19 avril, la municipalité de Fermo lui décerne une mention officielle, en remerciement d’avoir fait connaître la ville de Fermo dans le monde.
Du 19 au 23 mai, il a participé en tant qu’invité à la XXVe édition du Salon international du livre de Turin.
Au cours de sa carrière, il a travaillé comme photographe pour la Police d’État italienne.

## Œuvres
- Ritratto Fotografico
- 100 Domande che ogni Fotografo deve farsi